# Three Months
Three Months es una película de comedia dramática estadounidense de 2022 escrita y dirigida por Jared Frieder. Está protagonizada por Troye Sivan, Viveik Kalra, Brianne Tju, Javier Muñoz, Judy Greer, Amy Landecker, Louis Gossett Jr. and Ellen Burstyn. Se estrenó el 23 de febrero de 2022 en Paramount+.

## Argumento
Caleb es un graduado de secundaria con el mundo justo frente a él. Comienza su verano con una aventura de una noche alimentada con alcohol, pero el condón se rompe. Con el peso de sus acciones sobre sus hombros, Caleb se dirige a la clínica para hacerse la prueba del VIH. Está especialmente preocupado porque el chico con el que tuvo relaciones sexuales se acercó para decirle que él mismo acababa de dar positivo. Naturalmente, Caleb está entrando en pánico. En la clínica, conoce al Dr. Díaz. El doctor, gentil y comprensivo, toma a Caleb bajo su protección y lo invita a un grupo de apoyo para personas que están pasando por lo mismo. Allí, Caleb conoce a Estha, un chico que también está esperando los resultados inminentes de la prueba del VIH. Los dos se unen bastante rápido y, antes de que se den cuenta, se encuentran en medio de una especie de aventura de verano. Caleb cae bastante fuerte. Si bien está bastante claro que Caleb tiene un excelente sistema de apoyo (una abuela y un padrastro que viven en casa que lo apoyan mucho y una atrevida mejor amiga lesbiana), Caleb busca consuelo en Estha. Estha entiende por lo que está pasando, sabes? Desafortunadamente, eso provoca una ruptura en su relación con su mejor amiga Dana. A medida que se acerca la fecha de revelación de los resultados de sus pruebas, Estha queda atrapado en su cabeza, confundido y concentrado en las cosas que tendrá que enfrentar después de que termine el verano, positivo o no, y se distancia de Caleb. Como Dana no le habla y Estha no funciona, Caleb tendrá que hacerlo él mismo. O es él?

## Reparto
- Troye Sivan como Caleb
- Viveik Kalra como Estha
- Brianne Tju como Dara
- Javier Muñoz como Dr. Diaz
- Judy Greer como Suzanne
- Amy Landecker como Edith
- Louis Gossett Jr. como Benny
- Ellen Burstyn como Valerie

## Recepción
Curtis M. Wong de HuffPost escribió: “Como una comedia dramática, Three Months es sincera y con visión de futuro, y explora los desafíos que enfrentan los jóvenes LGBTQ de una manera reflexivamente humorística. Sivan le da a la película un impulso, pero por lo demás deja atrás todos los rastros de su personalidad de artista pop, capturando el ingenio modesto de Caleb y las inseguridades identificables con matices refrescantes”.
La película fue elegida por los críticos del New York Times y nominada al Premio Humanitas 2022. En el sitio web de revisión y reseñas Rotten Tomatoes, la película obtuvo un índice de aprobación del 79% sobre la base de 14 reseñas, con una calificación promedio de 6.1/10.
Sivan fue nominado al “Actor o Actriz Australiano Más Popular en Un Programa Internacional” en los Premios Logie de 2022 por su trabajo en la película.